# Maria Tudor (księżniczka)
Maria Tudor zwana Różą Tudorów (ur. 18 marca 1496, zm. 25 czerwca 1533) – królewna angielska, królowa Francji w latach 1514–1515 jako trzecia żona Ludwika XII Walezjusza, księżna Suffolk od 1515 r. jako żona Karola Brandona. Była najmłodszym dzieckiem (które przeżyło więcej niż rok) króla Henryka VII i Elżbiety York.

## Życiorys

### Rodzina i pochodzenie
Urodziła się 18 marca 1496 r. jako córka Henryka VII Tudora i Elżbiety York. Małżeństwo jej rodziców zostało zawarte w 1486 r. i stanowiło zwieńczenie Wojny Dwóch Róż. Ze strony ojca była wnuczką Edmunda Tudora oraz Małgorzaty Beaufort, natomiast ze strony matki jej dziadkami byli król Anglii Edward IV York  i Elżbieta Woodville.
Miała kilkoro rodzeństwa, jednak dzieciństwo przeżyli tylko jej dwaj starsi bracia: Artur, który zmarł w 1502 r. i Henryk VIII Tudor oraz siostra Małgorzata. Maria dużo czasu spędzała z młodszym bratem i wdową po Arturze Katarzyną Aragońską.  
Matka Marii zmarła przy porodzie w 1503 r.
Po śmierci jej ojca w 1509 r. tron objął Henryk VIII Tudor.

### Królowa Francji
9 października 1514 r. w Abbeville w wieku 18 lat Maria poślubiła króla Francji Ludwika XII.  Pan młody miał 52 lata i było to jego trzecie małżeństwo. Ludwik zmarł zaledwie trzy miesiące po ślubie 1 stycznia 1515 r. Pojawiły się plotki, że król zmarł z powodu nadmiernego wykonywania obowiązków małżeńskich. Maria oświadczyła, że nie chciałaby ponownie wyjść za mąż za kogoś takiego. Małżeństwo było bezpotomne.  
Ślub Marii Tudor z francuskim królem oburzył Habsburgów, gdyż od 1508 r. królewna była zaręczona z Karolem, starszym z synów Joanny Szalonej i Filipa Pięknego, które nigdy nie zostały oficjalnie zerwane.   
Przed wyruszeniem do Francji król złożył obietnicę siostrze, że drugiego męża będzie mogła wybrać wedle własnego wyboru.  

### Małżeństwo z Karolem Brandonem
Po śmierci męża Ludwika XII, owdowiała Maria zdecydowała się powrócić ze swoim dworem do Anglii, gdzie w tajemnicy poślubiła przyjaciela swego brata, Karola Brandona, księcia Suffolk. Ślub odbył się w sekrecie i pospiesznie, w dodatku bez zgody i wiedzy Henryka VIII Tudora. Małżeństwo to na krótko zezłościło króla, wybaczył im jednak (po interwencji kardynała Wolsey'a i oddaniu przez Marię klejnotów)  i zezwolił na oficjalny ślub 13 maja 1515 r.
Z tego małżeństwa pochodziło czworo dzieci:
- Henryk Brandon (1516[7]–1522)[8], jego ojcem chrzestnym był król Henryk VIII[7],
- Franciszka Brandon (1517–1559), poślubiła Henryka Greya[9], była matką Joanny Grey, zwanej dziewięciodniową królową,
- Eleonora Brandon (1519–1547), żona Henryka Clifforda, hrabiego Cumberland
- Henryk Brandon, 1. hrabia Lincolnu (1522/1523–1 marca 1534)[8][10][11]

W marcu 1522 r. brała udział w przedstawieniu dworskim Chateau Vert, gdzie stała na czele dam jako postać uosabiająca Piękno. Obok Marii występowały m.in. obecna kochanka króla Maria Boleyn, jej siostra Anna Boleyn (przyszła królowa) oraz ich przyszła bratowa Joanna Parker.
Mimo ślubu z Karolem Brandonem Marię nadal nazywano francuską królową wdową, być może dla podkreślenia jej wyższej pozycji w opozycji do pochodzenia drugiego męża. Zajmowała ona wysoką pozycję w hierarchii dworu angielskiego – była tuż za królem, królową i ich dziećmi.

### Relacje z bratem
Henryk VIII Tudor uwielbiał swoją siostrę, na jej cześć nazwał swoją córkę, Marię I Tudor.
Relacje między Marią a Henrykiem popsuły się pod koniec lat 20. XVI w., kiedy Maria sprzeciwiła się rozwodowi brata z jego pierwszą żoną, Katarzyną Aragońską. Maria i Katarzyna znały się już od 1501 r., wtedy bowiem Katarzyna przybyła do Anglii aby poślubić Artura Tudora, najstarszego brata Marii. Obie przez całe życie miały bardzo dobre kontakty.  
Trzymając stronę Katarzyny, Maria ostentacyjnie okazywała niechęć kochance Henryka, Annie Boleyn. W 1532 r. publicznie wyraziła kilka obraźliwych komentarzy na temat romansu swego brata, co wywołało bójkę w prezbiterium Opactwa Westminsterskiego pomiędzy zwolennikami rodziny Boleyn'ów a dworzanami męża Marii i zakończyło się śmiercią jednego z nich. Po tym wydarzeniu Maria wraz z Karolem wycofali się z życia dworskiego i przenieśli się do swej rezydencji w Oxfordshire.  
Król próbował przekonać Marię do akceptacji swej decyzji o anulowaniu swego dotychczasowego małżeństwa i poślubieniu swojej kochanki, jednak księżna Suffolk konsekwentnie odmawiała uznania Anny Boleyn. Nie pojawiła się na spotkaniu w Calais, gdzie Henryk VIII oficjalnie zaprezentował królowi Francji Franciszkowi I Annę jako swoją przyszłą żonę. Nieobecność Marii była szeroko komentowana.
Henryk VIII Tudor poślubił Annę w styczniu 1533 r. a 1 czerwca 1533 r. odbyła się jej koronacja, na której nie pojawiła się ani Maria ani jej córka Franciszka.

### Śmierć i dziedzictwo
Maria zmarła w Westhorpe Hall w Suffolk w czerwcu 1533 r. po długiej chorobie. Została pochowana w kościele Św. Marii w Bury St Edmunds w Suffolk.  
Karol Brandon kilka tygodni po śmierci Marii poślubił 14-letnią Katarzynę Willoughby, córkę jednej z dwórek Katarzyny Aragońskiej.
W 1536 r. nastąpił upadek Anny Boleyn. Karol Brandon ogłaszał werdykt na procesie skazującym na śmierć brata królowej, Jerzego Boleyna.
W 1553 r. podczas kryzysu dynastycznego, po śmierci jedynego bratanka Marii – Edwarda VI, jej córki i ich potomkowie były brane pod uwagę jako ewentualne przyszłe królowe Anglii. Królową na krótko została wnuczka Marii, Joanna Grey, jednak została obalona po 9 dniach i ścięta z rozkazu bratanicy Marii I Tudor.

## W kulturze
- serial Dynastia Tudorów: postać siostry Henryka VIII  pojawia się w 1 sezonie; nosi imię Małgorzata, jednak jej losy są luźno oparte na dziejach Marii Tudor; w rolę królewny wciela się Gabrielle Anwar.
- serial Hiszpańska księżniczka: w pierwszym sezonie postać Marii gra Isla Merrick-Lawless, w drugim – Sai Bennett.